# Dominikanska republiken i olympiska sommarspelen 1984
Dominikanska republiken deltog i de olympiska sommarspelen 1984 med en trupp bestående av 19 deltagare.

## Medaljer

### Brons
- Pedro Nolasco - Boxning, bantamvikt

## Boxning
Lätt flugvikt
- Jesus Herrera
  1. Första omgången – Bye
  2. Andra omgången – Förlorade mot Rafael Ramos (Puerto Rico), 1-4

Bantamvikt
- Pedro Nolasco →  Brons
  1. Första omgången — Besegrade Ljubiša Simič (Jugoslavien), 4-1
  2. Andra omgången — Besegrade John Siryakibbe (Uganda), 5-0
  3. Tredje omgången — Besegrade Juan Molina (Puerto Rico), 3-2
  4. Kvartsfinal — Besegrade Moon Sung-Kil (Sydkorea), domaren stoppade matchen i första ronden
  5. Semifinal — Förlorade mot Maurizio Stecca (Italien), 0-5

## Friidrott
Herrarnas 5 000 meter
- Ruddy Cornielle
  - Heat — 17:16,77 (→ gick inte vidare)

Damernas 100 meter
- Divina Estrella
  - Heat — 12,25 (→ gick inte vidare)

## Simhopp
Herrarnas 3 m
- Fernando Henderson
  - Kval — 492,15 (→ gick inte vidare, 19:e plats)
- Reynaldo Castro
  - Kval — 485,16 (→ gick inte vidare, 20:e plats)